# Birdseye
Birdseye és una població dels Estats Units a l'estat d'Indiana. Segons el cens del 2000 tenia 465 habitants.

## Demografia
Segons el cens del 2000, Birdseye tenia 465 habitants, 204 habitatges, i 125 famílies. La densitat de població era de 280,5 habitants per km².
Dels 204 habitatges en un 33,8% hi vivien nens de menys de 18 anys, en un 48,5% hi vivien parelles casades, en un 9,3% dones solteres, i en un 38,7% no eren unitats familiars. En el 36,3% dels habitatges hi vivien persones soles el 18,1% de les quals corresponia a persones de 65 anys o més que vivien soles. El nombre mitjà de persones vivint en cada habitatge era de 2,28 i el nombre mitjà de persones que vivien en cada família era de 2,98.
Per edats la població es repartia de la següent manera: un 26,7% tenia menys de 18 anys, un 8% entre 18 i 24, un 31% entre 25 i 44, un 19,4% de 45 a 60 i un 15,1% 65 anys o més.
L'edat mediana era de 37 anys. Per cada 100 dones de 18 o més anys hi havia 92,7 homes.
La renda mediana per habitatge era de 30.156 $ i la renda mediana per família de 45.125 $. Els homes tenien una renda mediana de 29.250 $ mentre que les dones 21.953 $. La renda per capita de la població era de 13.690 $. Entorn del 8,8% de les famílies i el 14% de la població estaven per davall del llindar de pobresa.

## Poblacions més properes
El següent diagrama mostra les poblacions més properes.